# Ананда Моган Чакрабарті
Ананда Моган Чакрабарті (бенг. আনন্দমোহন চক্রবর্তী Ānandamōhan Cakrabartī; 4 квітня 1938 — 10 липня 2020) — індійський та американський мікробіолог. Фахівець зі спрямованої еволюції.
У 1971 році, працюючи у Центрі досліджень та розвитку компанії «General Electric», Чакрабарті генетично створив новий штам бактерії Pseudomonas putida. Новостворена бактерія може розчиняти деякі складні органічні сполуки, як толуол, нафтален, а полістирол перетворює у полігідроксиалканоат, що легко розчиняється у природі. Тому, у перспективі, бактерія може бути використаною для утилізації хімічних відходів аби при розливах нафти. Професор назвав різновид «мультиплазмідним вуглеводнево-деградуючим Pseudomonas». Він подав заявку на патент на винахід — перший патент США на генетично модифікований організм. Спочатку йому було відмовлено в патенті, оскільки, як вважалося, патентний закон забороняє патенти на живі організми. Суд скасував рішення патентного бюро на користь Чакрабарті. Вдруге патент був оскаржений у 1980 році Уповноваженим з патентів та товарних знаків Сідні Даймондом у Верховному суді Сполучених Штатів. У справі «Даймонд проти Чакрабарті» Верховний суд вдруге ухвалив рішення на користь Чакрабарті, аргументуючи тим, що створений людиною мікроорганізм є предметом патентування, оскільки ці мікроорганізми є складовими продукту або технології.
Згодом, його лабораторія працювала над з'ясуванням ролі бактеріальних купередоксинів і цитохромів у регресії раку та зупинці прогресування клітинного циклу.. Ці білки раніше були відомими своєю участю в транспорті бактерій. Він виділив бактеріальний білок, азурин, з потенційними протипухлинними властивостями. He has expanded his lab's work to include multiple microbiological species, including Neisseria, Plasmodia, and Acidithiobacillus ferrooxidans.